# Androuet du Cerceau

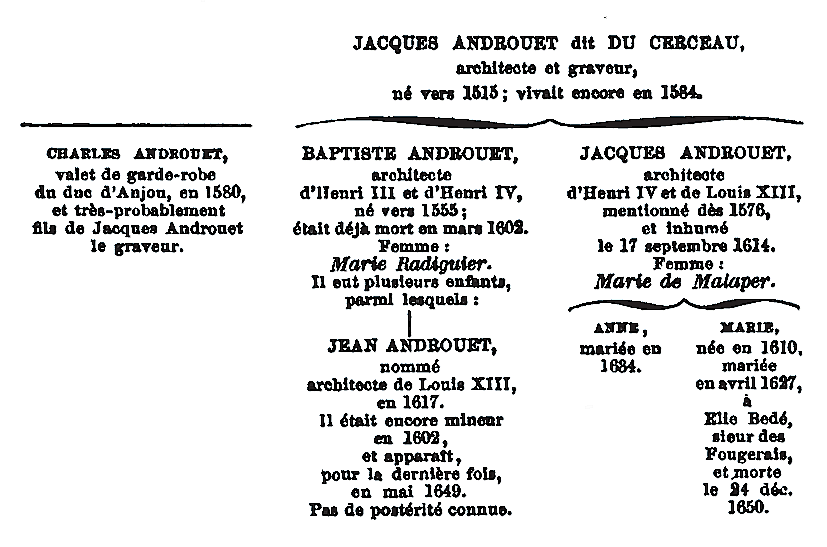
Genealogía de Androuet de Cerceau, en -Les grands architectes français de la Renaissance-

La familia Androuet du Cerceau la formaba varias generaciones de arquitectos y diseñadores francese de renombre en el siglo XVI y principios del XVII.
- Jacques I Androuet du Cerceau (1510-1584), arquitecto, diseñador y grabador
- Baptiste Androuet du Cerceau (1544/47-1590), arquitecto y diseñador del Pont Neuf, hijo de Jacques I
- Jacques II Androuet du Cerceau (1550-1614), arquitecto, hijo de Jacques I
- Charles Androuet du Cerceau (falleció en 1600), arquitecto, hijo de Jacques I
- Salomon de Brosse (1571-1626), arquitecto, nieto de Jacques I
- Jean Androuet du Cerceau (ca 1585-1649), arquitecto, hijo de Baptiste
- Paul Androuet du Cerceau (1623-1710), orfebre y grabador, nieto de Jacques II
- Gabriel-Guillaume Androuet du Cerceau (fl 1697-1743), arquitecto, diseñador y pintor; nieto de Jacques II